# Нанни ди Бартоло
Нанни (Джованни) ди Бартоло, также известный как Нанни иль Россо (итал. Nanni di Bartolo, detto Nanni il Rosso) — итальянский скульптор периода кватроченто эпохи Возрождения флорентийской школы. Вероятно, ученик и помощник Донателло. Его деятельность задокументирована между 1419 и 1437 годами.

## Биография
О жизни Нанни ди Бартоло имеется крайне мало сведений, о его юности и художественной подготовке — ничего. Прозвание (итал. il Rosso — «Рыжий») он, получил, вероятно, из-за цвета волос. Первый документ, касающийся его творчества, датируется 1419 годом, называет его флорентийцем и сообщает, что ему была заказана статуя для фасада флорентийского собора Санта-Мария-дель-Фьоре, которую он закончил в 1420 году. В следующем году он выполнил статую Иисуса Навина для колокольни, начатую, но не завершённую Бернардо Чуффаньи, и в том же году вместе с Донателло создал скульптурную группу «Жертвоприношение Исаака», также предназначенную для колокольни собора. Косвенные свидетельства и стилевые особенности этих скульптур подтверждают ученичество Нанни у Донателло. Далее, отказавшись по неизвестным причинам от других работ для Санта-Мария-дель-Фьоре, Нанни ди Бартоло отправился в Венецию, где, должно быть, находился уже в конце 1423 года и был занят на украшении собора Сан-Марко и Палаццо Дукале.
Сохранились статуя стоящей Мадонны с Младенцем, хранящаяся в небольшом музее Оньиссанти во Флоренции, и другие работы, датируемые примерно 1420-ми годами (некоторые считаются первыми терракотами эпохи Возрождения, наряду с более известными работами в этом материале Лоренцо Гиберти, Донателло и Луки делла Роббиа).
Для церкви Сан-Фермо-Маджоре в Вероне в 1426 году он создал надгробный монумент Никколо Бренцони, расписанный Пизанелло, а также некоторые части главного портала церкви Сан-Никола-да-Толентино между 1432 и 1435 годами. В 1437 году построил гробницу блаженного Пачифико в церкви Санта-Мария-Глорьоза-дей-Фрари в Венеции на той же стене, что и памятник Паоло Савелли.
Во многих произведениях Нанни ди Бартоло, как и у Гиберти, преобладают черты так называемой интернациональной готики. Поэтому индивидуальный стиль мастера колеблется «между Донателло и готико-венецианским стилем» (veneto-gotic), что затрудняет атрибуции.
Достоверных сведений о его возможном возвращении во Флоренцию нет: в последнем документе, в котором имеется имя скульптора, датированном 1451 годом, упоминается грубо отёсанный мрамор, брошенный им в карьере Каррары перед отъездом в Венецию.

## Галерея
- Мадонна с Младенцем. Терракота, дерево, золочение. Музей Боде, Берлин
- Мадонна с Младенцем. 1420—1423. Терракота. Музей Стибберта, Флоренция
- Мадонна с Младенцем. Скульптурная группа люнета портала главного фасада базилики Сан-Никола да Толентино. 1432—1435. Толентино, Мачерата (Марке)
- Пророк. Мрамор. Музей произведений искусства собора, Флоренция
- Монумент Никколо Бренцони. 1426. Роспись Пизанелло. Церковь Сан-Фермо Маджоре, Верона
- Монумент Кортезиа да Серего. Роспись Винченцо ди Стефано да Верона. 1432. Апсида церкви Санта-Анастасия, Верона
- Мадонна с Младенцем. 1410—1420. Гипс тонированный. Музей сакрального искусства Сан-Франческо, Греве-ин-Кьянти, Тоскана
- Мадонна с Младенцем. 1420-1423. Дерево, роспись. Музей церкви Оньиссанти, Флоренция
- Святой Антоний Великий (Антоний-аббат). Ок. 1450. Дерево, роспись. Ораторий Распятия. Борго-а-моццано, Лукка